# Élections générales portoricaines de 1976
Des élections générales ont eu lieu à Porto Rico le 2 novembre 1976.
Carlos Romero Barceló, du Nouveau parti progressiste (NPP), a été élu gouverneur. Le NPP a également remporté la majorité des sièges à la Chambre des représentants et au Sénat. Le taux de participation était de 86,1%.

## Résultats

### Gouverneur
| Candidat               | Parti                             | Votes   | %     |
| ---------------------- | --------------------------------- | ------- | ----- |
| Carlos Romero Barceló  | Nouveau parti progressiste        | 703 968 | 48,30 |
| Rafael Hernández Colón | Parti populaire démocrate         | 660 301 | 45,30 |
| Rubén Berríos          | Parti indépendantiste portoricain | 92 496  | 5,70  |

### Législatives
| Parti                                   | Sièges |
| --------------------------------------- | ------ |
| Nouveau parti progressiste (NPP)        | 33     |
| Parti populaire démocrate (PPD)         | 18     |
| Parti indépendantiste portoricain (PIP) | 0      |
| Total                                   | 51     |